# Lista de regiões geográficas intermediárias e imediatas do Rio Grande do Sul

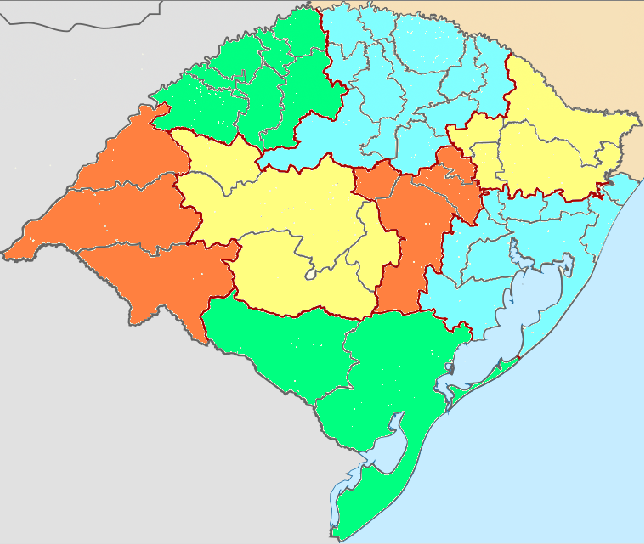
Divisão das regiões intermediárias em vermelho e das imediatas em cinza no Rio Grande do Sul.

Esta é a lista de regiões geográficas intermediárias e imediatas do Rio Grande do Sul, estado brasileiro da Região Sul do país. O Rio Grande do Sul é composto por 497 municípios, que estão distribuídos em 43 regiões geográficas imediatas, que por sua vez estão agrupadas em oito regiões geográficas intermediárias, segundo a divisão do Instituto Brasileiro de Geografia e Estatística (IBGE) vigente desde 2017. A primeira seção aborda as regiões geográficas intermediárias e suas respectivas regiões imediatas integrantes, enquanto que a segunda trata das regiões geográficas imediatas e seus respectivos municípios, divididas por regiões intermediárias e ordenadas pela codificação do IBGE.
As regiões geográficas intermediárias foram apresentadas em 2017, com a atualização da divisão regional do Brasil, e correspondem a uma revisão das antigas mesorregiões, que estavam em vigor desde a divisão de 1989. As regiões geográficas imediatas, por sua vez, substituíram as microrregiões. Na divisão vigente até 2017, os municípios do estado estavam distribuídos em 35 microrregiões e sete mesorregiões, segundo o IBGE.

## Regiões geográficas intermediárias
| Região geográfica intermediária e código | Número de municípios | Região geográfica imediata       | Número de municípios |
| ---------------------------------------- | -------------------- | -------------------------------- | -------------------- |
| Porto Alegre (4301)                      | 90                   | Porto Alegre                     | 23                   |
| Porto Alegre (4301)                      | 90                   | Novo Hamburgo-São Leopoldo       | 22                   |
| Porto Alegre (4301)                      | 90                   | Tramandaí-Osório                 | 10                   |
| Porto Alegre (4301)                      | 90                   | Taquara-Parobé-Igrejinha         | 6                    |
| Porto Alegre (4301)                      | 90                   | Camaquã                          | 9                    |
| Porto Alegre (4301)                      | 90                   | Charqueadas-Triunfo-São Jerônimo | 6                    |
| Porto Alegre (4301)                      | 90                   | Montenegro                       | 7                    |
| Porto Alegre (4301)                      | 90                   | Torres                           | 7                    |
| Pelotas (4302)                           | 24                   | Pelotas                          | 17                   |
| Pelotas (4302)                           | 24                   | Bagé                             | 7                    |
| Santa Maria (4303)                       | 40                   | Santa Maria                      | 25                   |
| Santa Maria (4303)                       | 40                   | São Gabriel-Caçapava do Sul      | 6                    |
| Santa Maria (4303)                       | 40                   | Cachoeira do Sul                 | 4                    |
| Santa Maria (4303)                       | 40                   | Santiago                         | 5                    |
| Uruguaiana (4304)                        | 10                   | Uruguaiana                       | 4                    |
| Uruguaiana (4304)                        | 10                   | Santana do Livramento            | 3                    |
| Uruguaiana (4304)                        | 10                   | São Borja                        | 3                    |
| Ijuí (4305)                              | 77                   | Ijuí                             | 16                   |
| Ijuí (4305)                              | 77                   | Santa Rosa                       | 12                   |
| Ijuí (4305)                              | 77                   | Santo Ângelo                     | 8                    |
| Ijuí (4305)                              | 77                   | Três Passos                      | 16                   |
| Ijuí (4305)                              | 77                   | São Luiz Gonzaga                 | 9                    |
| Ijuí (4305)                              | 77                   | Três de Maio                     | 8                    |
| Ijuí (4305)                              | 77                   | Cerro Largo                      | 8                    |
| Passo Fundo (4306)                       | 144                  | Passo Fundo                      | 16                   |
| Passo Fundo (4306)                       | 144                  | Erechim                          | 30                   |
| Passo Fundo (4306)                       | 144                  | Cruz Alta                        | 11                   |
| Passo Fundo (4306)                       | 144                  | Carazinho                        | 15                   |
| Passo Fundo (4306)                       | 144                  | Frederico Westphalen             | 18                   |
| Passo Fundo (4306)                       | 144                  | Marau                            | 12                   |
| Passo Fundo (4306)                       | 144                  | Soledade                         | 8                    |
| Passo Fundo (4306)                       | 144                  | Tapejara-Sananduva               | 11                   |
| Passo Fundo (4306)                       | 144                  | Lagoa Vermelha                   | 9                    |
| Passo Fundo (4306)                       | 144                  | Palmeira das Missões             | 8                    |
| Passo Fundo (4306)                       | 144                  | Nonoai                           | 6                    |
| Caxias do Sul (4307)                     | 54                   | Caxias do Sul                    | 18                   |
| Caxias do Sul (4307)                     | 54                   | Bento Gonçalves                  | 14                   |
| Caxias do Sul (4307)                     | 54                   | Nova Prata-Guaporé               | 14                   |
| Caxias do Sul (4307)                     | 54                   | Vacaria                          | 8                    |
| Santa Cruz do Sul-Lajeado (4308)         | 58                   | Santa Cruz do Sul                | 14                   |
| Santa Cruz do Sul-Lajeado (4308)         | 58                   | Lajeado                          | 25                   |
| Santa Cruz do Sul-Lajeado (4308)         | 58                   | Sobradinho                       | 9                    |
| Santa Cruz do Sul-Lajeado (4308)         | 58                   | Encantado                        | 10                   |

## Regiões geográficas imediatas por regiões intermediárias

### Porto Alegre
A quase totalidade dos municípios desta Região Geográfica Intermediária era parte da extinta Mesorregião Metropolitana de Porto Alegre. Os municípios Amaral Ferrador e Cristal eram parte da extinta Mesorregião do Sudeste Rio-Grandense.
| Região geográfica imediata e código       | Municípios                |
| ----------------------------------------- | ------------------------- |
| Porto Alegre (430001)                     | Alvorada                  |
| Porto Alegre (430001)                     | Arroio dos Ratos          |
| Porto Alegre (430001)                     | Barão do Triunfo          |
| Porto Alegre (430001)                     | Barra do Ribeiro          |
| Porto Alegre (430001)                     | Cachoeirinha              |
| Porto Alegre (430001)                     | Canoas                    |
| Porto Alegre (430001)                     | Capivari do Sul           |
| Porto Alegre (430001)                     | Caraá                     |
| Porto Alegre (430001)                     | Eldorado do Sul           |
| Porto Alegre (430001)                     | Esteio                    |
| Porto Alegre (430001)                     | Glorinha                  |
| Porto Alegre (430001)                     | Gravataí                  |
| Porto Alegre (430001)                     | Guaíba                    |
| Porto Alegre (430001)                     | Mariana Pimentel          |
| Porto Alegre (430001)                     | Mostardas                 |
| Porto Alegre (430001)                     | Nova Santa Rita           |
| Porto Alegre (430001)                     | Palmares do Sul           |
| Porto Alegre (430001)                     | Porto Alegre              |
| Porto Alegre (430001)                     | Santo Antônio da Patrulha |
| Porto Alegre (430001)                     | Sapucaia do Sul           |
| Porto Alegre (430001)                     | Sertão Santana            |
| Porto Alegre (430001)                     | Tavares                   |
| Porto Alegre (430001)                     | Viamão                    |
| Novo Hamburgo-São Leopoldo (430002)       | Araricá                   |
| Novo Hamburgo-São Leopoldo (430002)       | Bom Princípio             |
| Novo Hamburgo-São Leopoldo (430002)       | Campo Bom                 |
| Novo Hamburgo-São Leopoldo (430002)       | Capela de Santana         |
| Novo Hamburgo-São Leopoldo (430002)       | Dois Irmãos               |
| Novo Hamburgo-São Leopoldo (430002)       | Estância Velha            |
| Novo Hamburgo-São Leopoldo (430002)       | Harmonia                  |
| Novo Hamburgo-São Leopoldo (430002)       | Ivoti                     |
| Novo Hamburgo-São Leopoldo (430002)       | Lindolfo Collor           |
| Novo Hamburgo-São Leopoldo (430002)       | Linha Nova                |
| Novo Hamburgo-São Leopoldo (430002)       | Morro Reuter              |
| Novo Hamburgo-São Leopoldo (430002)       | Nova Hartz                |
| Novo Hamburgo-São Leopoldo (430002)       | Novo Hamburgo             |
| Novo Hamburgo-São Leopoldo (430002)       | Portão                    |
| Novo Hamburgo-São Leopoldo (430002)       | Presidente Lucena         |
| Novo Hamburgo-São Leopoldo (430002)       | Santa Maria do Herval     |
| Novo Hamburgo-São Leopoldo (430002)       | São José do Hortêncio     |
| Novo Hamburgo-São Leopoldo (430002)       | São Leopoldo              |
| Novo Hamburgo-São Leopoldo (430002)       | São Sebastião do Caí      |
| Novo Hamburgo-São Leopoldo (430002)       | São Vendelino             |
| Novo Hamburgo-São Leopoldo (430002)       | Sapiranga                 |
| Novo Hamburgo-São Leopoldo (430002)       | Tupandi                   |
| Tramandaí-Osório (430003)                 | Balneário Pinhal          |
| Tramandaí-Osório (430003)                 | Capão da Canoa            |
| Tramandaí-Osório (430003)                 | Cidreira                  |
| Tramandaí-Osório (430003)                 | Imbé                      |
| Tramandaí-Osório (430003)                 | Itati                     |
| Tramandaí-Osório (430003)                 | Maquiné                   |
| Tramandaí-Osório (430003)                 | Osório                    |
| Tramandaí-Osório (430003)                 | Terra de Areia            |
| Tramandaí-Osório (430003)                 | Tramandaí                 |
| Tramandaí-Osório (430003)                 | Xangri-lá                 |
| Taquara-Parobé-Igrejinha (430004)         | Igrejinha                 |
| Taquara-Parobé-Igrejinha (430004)         | Parobé                    |
| Taquara-Parobé-Igrejinha (430004)         | Riozinho                  |
| Taquara-Parobé-Igrejinha (430004)         | Rolante                   |
| Taquara-Parobé-Igrejinha (430004)         | Taquara                   |
| Taquara-Parobé-Igrejinha (430004)         | Três Coroas               |
| Camaquã (430005)                          | Amaral Ferrador           |
| Camaquã (430005)                          | Arambaré                  |
| Camaquã (430005)                          | Camaquã                   |
| Camaquã (430005)                          | Cerro Grande do Sul       |
| Camaquã (430005)                          | Chuvisca                  |
| Camaquã (430005)                          | Cristal                   |
| Camaquã (430005)                          | Dom Feliciano             |
| Camaquã (430005)                          | Sentinela do Sul          |
| Camaquã (430005)                          | Tapes                     |
| Charqueadas-Triunfo-São Jerônimo (430006) | Butiá                     |
| Charqueadas-Triunfo-São Jerônimo (430006) | Charqueadas               |
| Charqueadas-Triunfo-São Jerônimo (430006) | General Câmara            |
| Charqueadas-Triunfo-São Jerônimo (430006) | Minas do Leão             |
| Charqueadas-Triunfo-São Jerônimo (430006) | São Jerônimo              |
| Charqueadas-Triunfo-São Jerônimo (430006) | Triunfo                   |
| Montenegro (430007)                       | Brochier                  |
| Montenegro (430007)                       | Maratá                    |
| Montenegro (430007)                       | Montenegro                |
| Montenegro (430007)                       | Pareci Novo               |
| Montenegro (430007)                       | Salvador do Sul           |
| Montenegro (430007)                       | São José do Sul           |
| Montenegro (430007)                       | São Pedro da Serra        |
| Torres (430008)                           | Arroio do Sal             |
| Torres (430008)                           | Dom Pedro de Alcântara    |
| Torres (430008)                           | Mampituba                 |
| Torres (430008)                           | Morrinhos do Sul          |
| Torres (430008)                           | Torres                    |
| Torres (430008)                           | Três Cachoeiras           |
| Torres (430008)                           | Três Forquilhas           |

### Pelotas
A maioria dos municípios desta Região Geográfica Intermediária era parte da extinta Mesorregião do Centro Ocidental Rio-Grandense. Os municípios de Cachoeira do Sul, Cerro Branco, Novo Cabrais e Paraíso do Sul eram parte da extinta Mesorregião do Centro Oriental Rio-Grandense. Os municípios de Caçapava do Sul e Santana da Boa Vista eram parte da extinta Mesorregião do Sudeste Rio-Grandense. Os municípios de Lavras do Sul, Santa Margarida do Sul, São Francisco de Assis e São Gabriel eram parte da extinta Mesorregião do Sudoeste Rio-Grandense.
| Região geográfica imediata e código | Municípios              |
| ----------------------------------- | ----------------------- |
| Pelotas (430009)                    | Arroio do Padre         |
| Pelotas (430009)                    | Arroio Grande           |
| Pelotas (430009)                    | Canguçu                 |
| Pelotas (430009)                    | Capão do Leão           |
| Pelotas (430009)                    | Cerrito                 |
| Pelotas (430009)                    | Chuí                    |
| Pelotas (430009)                    | Herval                  |
| Pelotas (430009)                    | Jaguarão                |
| Pelotas (430009)                    | Morro Redondo           |
| Pelotas (430009)                    | Pedro Osório            |
| Pelotas (430009)                    | Pelotas                 |
| Pelotas (430009)                    | Piratini                |
| Pelotas (430009)                    | Rio Grande              |
| Pelotas (430009)                    | Santa Vitória do Palmar |
| Pelotas (430009)                    | São José do Norte       |
| Pelotas (430009)                    | São Lourenço do Sul     |
| Pelotas (430009)                    | Turuçu                  |
| Bagé (430010)                       | Aceguá                  |
| Bagé (430010)                       | Bagé                    |
| Bagé (430010)                       | Candiota                |
| Bagé (430010)                       | Dom Pedrito             |
| Bagé (430010)                       | Hulha Negra             |
| Bagé (430010)                       | Pedras Altas            |
| Bagé (430010)                       | Pinheiro Machado        |

### Santa Maria
A maioria dos municípios desta Região Geográfica Intermediária era parte da extinta Mesorregião do Sudeste Rio-Grandense. Os municípios de Aceguá, Bagé, Dom Pedrito e Hulha Negra eram parte da extinta Mesorregião do Sudoeste Rio-Grandense.
| Região geográfica imediata e código  | Municípios             |
| ------------------------------------ | ---------------------- |
| Santa Maria (430011)                 | Agudo                  |
| Santa Maria (430011)                 | Cacequi                |
| Santa Maria (430011)                 | Dilermando de Aguiar   |
| Santa Maria (430011)                 | Dona Francisca         |
| Santa Maria (430011)                 | Faxinal do Soturno     |
| Santa Maria (430011)                 | Formigueiro            |
| Santa Maria (430011)                 | Itaara                 |
| Santa Maria (430011)                 | Ivorá                  |
| Santa Maria (430011)                 | Jaguari                |
| Santa Maria (430011)                 | Jari                   |
| Santa Maria (430011)                 | Júlio de Castilhos     |
| Santa Maria (430011)                 | Mata                   |
| Santa Maria (430011)                 | Nova Palma             |
| Santa Maria (430011)                 | Pinhal Grande          |
| Santa Maria (430011)                 | Quevedos               |
| Santa Maria (430011)                 | Restinga Sêca          |
| Santa Maria (430011)                 | Santa Maria            |
| Santa Maria (430011)                 | São Francisco de Assis |
| Santa Maria (430011)                 | São João do Polêsine   |
| Santa Maria (430011)                 | São Martinho da Serra  |
| Santa Maria (430011)                 | São Pedro do Sul       |
| Santa Maria (430011)                 | São Sepé               |
| Santa Maria (430011)                 | São Vicente do Sul     |
| Santa Maria (430011)                 | Silveira Martins       |
| Santa Maria (430011)                 | Toropi                 |
| São Gabriel-Caçapava do Sul (430012) | Caçapava do Sul        |
| São Gabriel-Caçapava do Sul (430012) | Lavras do Sul          |
| São Gabriel-Caçapava do Sul (430012) | Santa Margarida do Sul |
| São Gabriel-Caçapava do Sul (430012) | Santana da Boa Vista   |
| São Gabriel-Caçapava do Sul (430012) | São Gabriel            |
| São Gabriel-Caçapava do Sul (430012) | Vila Nova do Sul       |
| Cachoeira do Sul (430013)            | Cachoeira do Sul       |
| Cachoeira do Sul (430013)            | Cerro Branco           |
| Cachoeira do Sul (430013)            | Novo Cabrais           |
| Cachoeira do Sul (430013)            | Paraíso do Sul         |
| Santiago (430014)                    | Capão do Cipó          |
| Santiago (430014)                    | Itacurubi              |
| Santiago (430014)                    | Nova Esperança do Sul  |
| Santiago (430014)                    | Santiago               |
| Santiago (430014)                    | Unistalda              |

### Uruguaiana
Todos os municípios desta Região Geográfica Intermediária eram parte da extinta Mesorregião do Sudoeste Rio-Grandense.
| Região geográfica imediata e código | Municípios             |
| ----------------------------------- | ---------------------- |
| Uruguaiana (430015)                 | Alegrete               |
| Uruguaiana (430015)                 | Barra do Quaraí        |
| Uruguaiana (430015)                 | Manoel Viana           |
| Uruguaiana (430015)                 | Uruguaiana             |
| Santana do Livramento (430016)      | Quaraí                 |
| Santana do Livramento (430016)      | Rosário do Sul         |
| Santana do Livramento (430016)      | Sant'Ana do Livramento |
| São Borja (430017)                  | Itaqui                 |
| São Borja (430017)                  | Maçambará              |
| São Borja (430017)                  | São Borja              |

### Ijuí
A quase totalidade dos municípios desta Região Geográfica Intermediária era parte da extinta Mesorregião do Noroeste Rio-Grandense. O município de Garruchos era parte da extinta Mesorregião do Sudoeste Rio-Grandense.
| Região geográfica imediata e código | Municípios                |
| ----------------------------------- | ------------------------- |
| Ijuí (430018)                       | Ajuricaba                 |
| Ijuí (430018)                       | Augusto Pestana           |
| Ijuí (430018)                       | Bozano                    |
| Ijuí (430018)                       | Catuípe                   |
| Ijuí (430018)                       | Chiapetta                 |
| Ijuí (430018)                       | Condor                    |
| Ijuí (430018)                       | Coronel Barros            |
| Ijuí (430018)                       | Coronel Bicaco            |
| Ijuí (430018)                       | Ijuí                      |
| Ijuí (430018)                       | Inhacorá                  |
| Ijuí (430018)                       | Jóia                      |
| Ijuí (430018)                       | Nova Ramada               |
| Ijuí (430018)                       | Panambi                   |
| Ijuí (430018)                       | Pejuçara                  |
| Ijuí (430018)                       | Santo Augusto             |
| Ijuí (430018)                       | São Valério do Sul        |
| Santa Rosa (430019)                 | Alecrim                   |
| Santa Rosa (430019)                 | Campina das Missões       |
| Santa Rosa (430019)                 | Cândido Godói             |
| Santa Rosa (430019)                 | Novo Machado              |
| Santa Rosa (430019)                 | Porto Lucena              |
| Santa Rosa (430019)                 | Porto Mauá                |
| Santa Rosa (430019)                 | Porto Vera Cruz           |
| Santa Rosa (430019)                 | Santa Rosa                |
| Santa Rosa (430019)                 | Santo Cristo              |
| Santa Rosa (430019)                 | Senador Salgado Filho     |
| Santa Rosa (430019)                 | Tucunduva                 |
| Santa Rosa (430019)                 | Tuparendi                 |
| Santo Ângelo (430020)               | Entre-Ijuís               |
| Santo Ângelo (430020)               | Eugênio de Castro         |
| Santo Ângelo (430020)               | Giruá                     |
| Santo Ângelo (430020)               | Guarani das Missões       |
| Santo Ângelo (430020)               | Santo Ângelo              |
| Santo Ângelo (430020)               | São Miguel das Missões    |
| Santo Ângelo (430020)               | Sete de Setembro          |
| Santo Ângelo (430020)               | Vitória das Missões       |
| Três Passos (430021)                | Barra do Guarita          |
| Três Passos (430021)                | Bom Progresso             |
| Três Passos (430021)                | Braga                     |
| Três Passos (430021)                | Campo Novo                |
| Três Passos (430021)                | Crissiumal                |
| Três Passos (430021)                | Derrubadas                |
| Três Passos (430021)                | Esperança do Sul          |
| Três Passos (430021)                | Humaitá                   |
| Três Passos (430021)                | Miraguaí                  |
| Três Passos (430021)                | Redentora                 |
| Três Passos (430021)                | São Martinho              |
| Três Passos (430021)                | Sede Nova                 |
| Três Passos (430021)                | Tenente Portela           |
| Três Passos (430021)                | Tiradentes do Sul         |
| Três Passos (430021)                | Três Passos               |
| Três Passos (430021)                | Vista Gaúcha              |
| São Luiz Gonzaga (430022)           | Bossoroca                 |
| São Luiz Gonzaga (430022)           | Caibaté                   |
| São Luiz Gonzaga (430022)           | Dezesseis de Novembro     |
| São Luiz Gonzaga (430022)           | Garruchos                 |
| São Luiz Gonzaga (430022)           | Pirapó                    |
| São Luiz Gonzaga (430022)           | Rolador                   |
| São Luiz Gonzaga (430022)           | Santo Antônio das Missões |
| São Luiz Gonzaga (430022)           | São Luiz Gonzaga          |
| São Luiz Gonzaga (430022)           | São Nicolau               |
| Três de Maio (430023)               | Alegria                   |
| Três de Maio (430023)               | Boa Vista do Buricá       |
| Três de Maio (430023)               | Doutor Maurício Cardoso   |
| Três de Maio (430023)               | Horizontina               |
| Três de Maio (430023)               | Independência             |
| Três de Maio (430023)               | Nova Candelária           |
| Três de Maio (430023)               | São José do Inhacorá      |
| Três de Maio (430023)               | Três de Maio              |
| Cerro Largo (430024)                | Cerro Largo               |
| Cerro Largo (430024)                | Mato Queimado             |
| Cerro Largo (430024)                | Porto Xavier              |
| Cerro Largo (430024)                | Roque Gonzales            |
| Cerro Largo (430024)                | Salvador das Missões      |
| Cerro Largo (430024)                | São Paulo das Missões     |
| Cerro Largo (430024)                | São Pedro do Butiá        |
| Cerro Largo (430024)                | Ubiretama                 |

### Passo Fundo
A maioria dos municípios desta Região Geográfica Intermediária era parte da extinta Mesorregião do Noroeste Rio-Grandense. Os municípios de Arvorezinha, Capão Bonito do Sul, Itapuca, Lagoa Vermelha e Nova Alvorada eram parte da extinta Mesorregião do Nordeste Rio-Grandense. O município de Tupanciretã era parte da extinta Mesorregião do Centro Ocidental Rio-Grandense.
| Região geográfica imediata e código | Municípios                 |
| ----------------------------------- | -------------------------- |
| Passo Fundo (430025)                | Alto Alegre                |
| Passo Fundo (430025)                | Campos Borges              |
| Passo Fundo (430025)                | Coxilha                    |
| Passo Fundo (430025)                | Ernestina                  |
| Passo Fundo (430025)                | Espumoso                   |
| Passo Fundo (430025)                | Lagoa dos Três Cantos      |
| Passo Fundo (430025)                | Mato Castelhano            |
| Passo Fundo (430025)                | Nicolau Vergueiro          |
| Passo Fundo (430025)                | Passo Fundo                |
| Passo Fundo (430025)                | Pontão                     |
| Passo Fundo (430025)                | Ronda Alta                 |
| Passo Fundo (430025)                | Sertão                     |
| Passo Fundo (430025)                | Tapera                     |
| Passo Fundo (430025)                | Tio Hugo                   |
| Passo Fundo (430025)                | Três Palmeiras             |
| Passo Fundo (430025)                | Victor Graeff              |
| Erechim (430026)                    | Aratiba                    |
| Erechim (430026)                    | Áurea                      |
| Erechim (430026)                    | Barão de Cotegipe          |
| Erechim (430026)                    | Barra do Rio Azul          |
| Erechim (430026)                    | Benjamin Constant do Sul   |
| Erechim (430026)                    | Campinas do Sul            |
| Erechim (430026)                    | Carlos Gomes               |
| Erechim (430026)                    | Centenário                 |
| Erechim (430026)                    | Cruzaltense                |
| Erechim (430026)                    | Entre Rios do Sul          |
| Erechim (430026)                    | Erebango                   |
| Erechim (430026)                    | Erechim                    |
| Erechim (430026)                    | Erval Grande               |
| Erechim (430026)                    | Estação                    |
| Erechim (430026)                    | Faxinalzinho               |
| Erechim (430026)                    | Floriano Peixoto           |
| Erechim (430026)                    | Gaurama                    |
| Erechim (430026)                    | Getúlio Vargas             |
| Erechim (430026)                    | Ipiranga do Sul            |
| Erechim (430026)                    | Itatiba do Sul             |
| Erechim (430026)                    | Jacutinga                  |
| Erechim (430026)                    | Marcelino Ramos            |
| Erechim (430026)                    | Mariano Moro               |
| Erechim (430026)                    | Paulo Bento                |
| Erechim (430026)                    | Ponte Preta                |
| Erechim (430026)                    | Quatro Irmãos              |
| Erechim (430026)                    | São Valentim               |
| Erechim (430026)                    | Severiano de Almeida       |
| Erechim (430026)                    | Três Arroios               |
| Erechim (430026)                    | Viadutos                   |
| Cruz Alta (430027)                  | Boa Vista do Cadeado       |
| Cruz Alta (430027)                  | Boa Vista do Incra         |
| Cruz Alta (430027)                  | Cruz Alta                  |
| Cruz Alta (430027)                  | Fortaleza dos Valos        |
| Cruz Alta (430027)                  | Ibirubá                    |
| Cruz Alta (430027)                  | Jacuizinho                 |
| Cruz Alta (430027)                  | Quinze de Novembro         |
| Cruz Alta (430027)                  | Salto do Jacuí             |
| Cruz Alta (430027)                  | Santa Bárbara do Sul       |
| Cruz Alta (430027)                  | Selbach                    |
| Cruz Alta (430027)                  | Tupanciretã                |
| Carazinho (430028)                  | Almirante Tamandaré do Sul |
| Carazinho (430028)                  | Barra Funda                |
| Carazinho (430028)                  | Carazinho                  |
| Carazinho (430028)                  | Chapada                    |
| Carazinho (430028)                  | Colorado                   |
| Carazinho (430028)                  | Constantina                |
| Carazinho (430028)                  | Coqueiros do Sul           |
| Carazinho (430028)                  | Engenho Velho              |
| Carazinho (430028)                  | Não-Me-Toque               |
| Carazinho (430028)                  | Nova Boa Vista             |
| Carazinho (430028)                  | Novo Xingu                 |
| Carazinho (430028)                  | Rondinha                   |
| Carazinho (430028)                  | Saldanha Marinho           |
| Carazinho (430028)                  | Santo Antônio do Planalto  |
| Carazinho (430028)                  | Sarandi                    |
| Frederico Westphalen (430029)       | Ametista do Sul            |
| Frederico Westphalen (430029)       | Boa Vista das Missões      |
| Frederico Westphalen (430029)       | Caiçara                    |
| Frederico Westphalen (430029)       | Cristal do Sul             |
| Frederico Westphalen (430029)       | Erval Seco                 |
| Frederico Westphalen (430029)       | Frederico Westphalen       |
| Frederico Westphalen (430029)       | Iraí                       |
| Frederico Westphalen (430029)       | Jaboticaba                 |
| Frederico Westphalen (430029)       | Liberato Salzano           |
| Frederico Westphalen (430029)       | Novo Tiradentes            |
| Frederico Westphalen (430029)       | Palmitinho                 |
| Frederico Westphalen (430029)       | Pinhal                     |
| Frederico Westphalen (430029)       | Pinheirinho do Vale        |
| Frederico Westphalen (430029)       | Rodeio Bonito              |
| Frederico Westphalen (430029)       | Seberi                     |
| Frederico Westphalen (430029)       | Taquaruçu do Sul           |
| Frederico Westphalen (430029)       | Vicente Dutra              |
| Frederico Westphalen (430029)       | Vista Alegre               |
| Marau (430030)                      | Camargo                    |
| Marau (430030)                      | Casca                      |
| Marau (430030)                      | Ciríaco                    |
| Marau (430030)                      | David Canabarro            |
| Marau (430030)                      | Gentil                     |
| Marau (430030)                      | Marau                      |
| Marau (430030)                      | Muliterno                  |
| Marau (430030)                      | Nova Alvorada              |
| Marau (430030)                      | Santo Antônio do Palma     |
| Marau (430030)                      | São Domingos do Sul        |
| Marau (430030)                      | Vanini                     |
| Marau (430030)                      | Vila Maria                 |
| Soledade (430031)                   | Arvorezinha                |
| Soledade (430031)                   | Barros Cassal              |
| Soledade (430031)                   | Fontoura Xavier            |
| Soledade (430031)                   | Ibirapuitã                 |
| Soledade (430031)                   | Itapuca                    |
| Soledade (430031)                   | Mormaço                    |
| Soledade (430031)                   | São José do Herval         |
| Soledade (430031)                   | Soledade                   |
| Tapejara-Sananduva (430032)         | Água Santa                 |
| Tapejara-Sananduva (430032)         | Charrua                    |
| Tapejara-Sananduva (430032)         | Ibiaçá                     |
| Tapejara-Sananduva (430032)         | Maximiliano de Almeida     |
| Tapejara-Sananduva (430032)         | Paim Filho                 |
| Tapejara-Sananduva (430032)         | Sananduva                  |
| Tapejara-Sananduva (430032)         | Santa Cecília do Sul       |
| Tapejara-Sananduva (430032)         | Santo Expedito do Sul      |
| Tapejara-Sananduva (430032)         | São João da Urtiga         |
| Tapejara-Sananduva (430032)         | Tapejara                   |
| Tapejara-Sananduva (430032)         | Vila Lângaro               |
| Lagoa Vermelha (430033)             | Barracão                   |
| Lagoa Vermelha (430033)             | Cacique Doble              |
| Lagoa Vermelha (430033)             | Capão Bonito do Sul        |
| Lagoa Vermelha (430033)             | Caseiros                   |
| Lagoa Vermelha (430033)             | Ibiraiaras                 |
| Lagoa Vermelha (430033)             | Lagoa Vermelha             |
| Lagoa Vermelha (430033)             | Machadinho                 |
| Lagoa Vermelha (430033)             | São José do Ouro           |
| Lagoa Vermelha (430033)             | Tupanci do Sul             |
| Palmeira das Missões (430034)       | Cerro Grande               |
| Palmeira das Missões (430034)       | Dois Irmãos das Missões    |
| Palmeira das Missões (430034)       | Lajeado do Bugre           |
| Palmeira das Missões (430034)       | Novo Barreiro              |
| Palmeira das Missões (430034)       | Palmeira das Missões       |
| Palmeira das Missões (430034)       | Sagrada Família            |
| Palmeira das Missões (430034)       | São José das Missões       |
| Palmeira das Missões (430034)       | São Pedro das Missões      |
| Nonoai (430035)                     | Alpestre                   |
| Nonoai (430035)                     | Gramado dos Loureiros      |
| Nonoai (430035)                     | Nonoai                     |
| Nonoai (430035)                     | Planalto                   |
| Nonoai (430035)                     | Rio dos Índios             |
| Nonoai (430035)                     | Trindade do Sul            |

### Caxias do Sul
A maioria dos municípios desta Região Geográfica Intermediária era parte da extinta Mesorregião do Nordeste Rio-Grandense. Os municípios de Alto Feliz, Barão, Canela, Feliz, Gramado, Nova Petrópolis, Picada Café e Vale Real eram parte da extinta Mesorregião Metropolitana de Porto Alegre.
| Região geográfica imediata e código | Municípios              |
| ----------------------------------- | ----------------------- |
| Caxias do Sul (430036)              | Alto Feliz              |
| Caxias do Sul (430036)              | Antônio Prado           |
| Caxias do Sul (430036)              | Cambará do Sul          |
| Caxias do Sul (430036)              | Campestre da Serra      |
| Caxias do Sul (430036)              | Canela                  |
| Caxias do Sul (430036)              | Caxias do Sul           |
| Caxias do Sul (430036)              | Farroupilha             |
| Caxias do Sul (430036)              | Feliz                   |
| Caxias do Sul (430036)              | Flores da Cunha         |
| Caxias do Sul (430036)              | Gramado                 |
| Caxias do Sul (430036)              | Ipê                     |
| Caxias do Sul (430036)              | Nova Pádua              |
| Caxias do Sul (430036)              | Nova Petrópolis         |
| Caxias do Sul (430036)              | Nova Roma do Sul        |
| Caxias do Sul (430036)              | Picada Café             |
| Caxias do Sul (430036)              | São Francisco de Paula  |
| Caxias do Sul (430036)              | São Marcos              |
| Caxias do Sul (430036)              | Vale Real               |
| Bento Gonçalves (430037)            | Barão                   |
| Bento Gonçalves (430037)            | Bento Gonçalves         |
| Bento Gonçalves (430037)            | Boa Vista do Sul        |
| Bento Gonçalves (430037)            | Carlos Barbosa          |
| Bento Gonçalves (430037)            | Coronel Pilar           |
| Bento Gonçalves (430037)            | Cotiporã                |
| Bento Gonçalves (430037)            | Fagundes Varela         |
| Bento Gonçalves (430037)            | Garibaldi               |
| Bento Gonçalves (430037)            | Monte Belo do Sul       |
| Bento Gonçalves (430037)            | Pinto Bandeira          |
| Bento Gonçalves (430037)            | Santa Tereza            |
| Bento Gonçalves (430037)            | São Valentim do Sul     |
| Bento Gonçalves (430037)            | Veranópolis             |
| Bento Gonçalves (430037)            | Vila Flores             |
| Nova Prata-Guaporé (430038)         | André da Rocha          |
| Nova Prata-Guaporé (430038)         | Dois Lajeados           |
| Nova Prata-Guaporé (430038)         | Guabiju                 |
| Nova Prata-Guaporé (430038)         | Guaporé                 |
| Nova Prata-Guaporé (430038)         | Montauri                |
| Nova Prata-Guaporé (430038)         | Nova Araçá              |
| Nova Prata-Guaporé (430038)         | Nova Bassano            |
| Nova Prata-Guaporé (430038)         | Nova Prata              |
| Nova Prata-Guaporé (430038)         | Paraí                   |
| Nova Prata-Guaporé (430038)         | Protásio Alves          |
| Nova Prata-Guaporé (430038)         | São Jorge               |
| Nova Prata-Guaporé (430038)         | Serafina Corrêa         |
| Nova Prata-Guaporé (430038)         | União da Serra          |
| Nova Prata-Guaporé (430038)         | Vista Alegre do Prata   |
| Vacaria (430039)                    | Bom Jesus               |
| Vacaria (430039)                    | Esmeralda               |
| Vacaria (430039)                    | Jaquirana               |
| Vacaria (430039)                    | Monte Alegre dos Campos |
| Vacaria (430039)                    | Muitos Capões           |
| Vacaria (430039)                    | Pinhal da Serra         |
| Vacaria (430039)                    | São José dos Ausentes   |
| Vacaria (430039)                    | Vacaria                 |

### Santa Cruz do Sul-Lajeado
A maioria dos municípios desta Região Geográfica Intermediária era parte da extinta Mesorregião do Centro Oriental Rio-Grandense. Os municípios de Anta Gorda, Ilópolis e Putinga eram parte da extinta Mesorregião do Nordeste Rio-Grandense. Os municípios de Lagoão e Tunas eram parte da extinta Mesorregião do Noroeste Rio-Grandense. Os municípios de Poço das Antas e Vale Verde eram parte da extinta Mesorregião Metropolitana de Porto Alegre. O município de Encruzilhada do Sul era parte da extinta Mesorregião do Sudeste Rio-Grandense.
| Região geográfica imediata e código | Municípios          |
| ----------------------------------- | ------------------- |
| Santa Cruz do Sul (430040)          | Candelária          |
| Santa Cruz do Sul (430040)          | Encruzilhada do Sul |
| Santa Cruz do Sul (430040)          | Gramado Xavier      |
| Santa Cruz do Sul (430040)          | Herveiras           |
| Santa Cruz do Sul (430040)          | Mato Leitão         |
| Santa Cruz do Sul (430040)          | Pantano Grande      |
| Santa Cruz do Sul (430040)          | Passo do Sobrado    |
| Santa Cruz do Sul (430040)          | Rio Pardo           |
| Santa Cruz do Sul (430040)          | Santa Cruz do Sul   |
| Santa Cruz do Sul (430040)          | Sinimbu             |
| Santa Cruz do Sul (430040)          | Vale do Sol         |
| Santa Cruz do Sul (430040)          | Vale Verde          |
| Santa Cruz do Sul (430040)          | Venâncio Aires      |
| Santa Cruz do Sul (430040)          | Vera Cruz           |
| Lajeado (430041)                    | Arroio do Meio      |
| Lajeado (430041)                    | Bom Retiro do Sul   |
| Lajeado (430041)                    | Boqueirão do Leão   |
| Lajeado (430041)                    | Canudos do Vale     |
| Lajeado (430041)                    | Capitão             |
| Lajeado (430041)                    | Colinas             |
| Lajeado (430041)                    | Coqueiro Baixo      |
| Lajeado (430041)                    | Cruzeiro do Sul     |
| Lajeado (430041)                    | Estrela             |
| Lajeado (430041)                    | Fazenda Vilanova    |
| Lajeado (430041)                    | Forquetinha         |
| Lajeado (430041)                    | Imigrante           |
| Lajeado (430041)                    | Lajeado             |
| Lajeado (430041)                    | Marques de Souza    |
| Lajeado (430041)                    | Paverama            |
| Lajeado (430041)                    | Poço das Antas      |
| Lajeado (430041)                    | Pouso Novo          |
| Lajeado (430041)                    | Progresso           |
| Lajeado (430041)                    | Santa Clara do Sul  |
| Lajeado (430041)                    | Sério               |
| Lajeado (430041)                    | Tabaí               |
| Lajeado (430041)                    | Taquari             |
| Lajeado (430041)                    | Teutônia            |
| Lajeado (430041)                    | Travesseiro         |
| Lajeado (430041)                    | Westfália           |
| Sobradinho (430042)                 | Arroio do Tigre     |
| Sobradinho (430042)                 | Estrela Velha       |
| Sobradinho (430042)                 | Ibarama             |
| Sobradinho (430042)                 | Lagoa Bonita do Sul |
| Sobradinho (430042)                 | Lagoão              |
| Sobradinho (430042)                 | Passa-Sete          |
| Sobradinho (430042)                 | Segredo             |
| Sobradinho (430042)                 | Sobradinho          |
| Sobradinho (430042)                 | Tunas               |
| Encantado (430043)                  | Anta Gorda          |
| Encantado (430043)                  | Doutor Ricardo      |
| Encantado (430043)                  | Encantado           |
| Encantado (430043)                  | Ilópolis            |
| Encantado (430043)                  | Muçum               |
| Encantado (430043)                  | Nova Bréscia        |
| Encantado (430043)                  | Putinga             |
| Encantado (430043)                  | Relvado             |
| Encantado (430043)                  | Roca Sales          |
| Encantado (430043)                  | Vespasiano Corrêa   |